# 茂蘭盲副鰍
茂蘭盲副鰍（學名：Paracobitis maolanensis），為輻鰭魚綱鯉形目條鰍科副鰍屬的其中一種。分布於亞洲中國貴州省荔波縣茂蘭洞淡水流域，體長可達5.7公分，棲息在洞穴底層水域，生活習性不明。

## 扩展阅读
維基物種上的相關：茂蘭盲副鰍